# International Solar Alliance
De International Solar Alliance (ISA) is een alliantie van meer dan 121 landen, meestal tropische landen met veel zon, die geheel of gedeeltelijk tussen de Kreeftskeerkring en de Steenbokskeerkring liggen. Landen buiten die zone kunnen wel toetreden, maar hebben geen stemrecht. Het hoofddoel van de alliantie is om te werken aan een efficiënte exploitatie van zonne-energie om de afhankelijkheid van fossiele brandstoffen te verminderen. De ISA is een intergouvernementele organisatie op basis van een verdrag (ISA Framework Agreement), die bereid is samen te werken met verwante organen zoals de International Renewable Energy Agency (IRENA), Renewable Energy and Energy Efficiency Partnership(REEEP), International Energy Agency (IEA), Renewable Energy Policy Network for the 21st Century (REN21), de Verenigde Naties of andere.

De tropische zone, tussen Kreeftskeerkring en Steenbokskeerkring

Het initiatief gaat terug tot een speech in november 2015 te Londen van de Indiase premier Narendra Modi, waarin hij de zonovergoten landen uit de tropen “suryaputra” noemde (“sons of the sun”). Die landen hebben potentieel veel zonne-energie, en toch heerst er niet zelden energie-armoede. De ISA werd feitelijk gelanceerd op 30 november 2015, aan de vooravond van de Klimaatconferentie van Parijs, door premier Modi en de toenmalige Franse president François Hollande.
Het hoofdkwartier ligt in India. Op 16 januari 2016 legden premier Modi en voormalig president Hollande de eerste steen van het secretariaat op de National Institute of Solar Energy campus te Gurugram in de deelstaat Haryana. Het ligt in de bedoeling de administratieve werking van de organisatie zoveel mogelijk uit te besteden. ISA wordt geheel door vrijwillige donaties gefinancierd.